# Forst (Lausitz)
Forst (Lausitz) (dolnołuż. Baršć (Łužyca), wym. [ˈbarʃt͡ɕ]) – miasto we wschodniej części Niemiec, w kraju związkowym Brandenburgia, siedziba powiatu Spree-Neiße. Leży nad Nysą Łużycką, środkiem której przebiega granica z Polską. Ludność miasta wynosi ponad 19 tys. mieszkańców (2013).
Znajduje się tutaj 17-hektarowy Wschodnioniemiecki Ogród Różany z fontannami, rzeźbami i placem zabaw, w którym obserwować można prawie 1000 odmian róż, w tym takie, jak róża zielona, czarna czy też czteropłatkowa oskrzydlona. 
Naprzeciwko miasta po polskiej stronie rzeki znajdują się wsie Zasieki (niem. Berge), Skórzno (niem. Skuren) i Brożek (niem. Scheuno), które przed 1945 roku stanowiły część miasta Forst (Lausitz) o nazwie Forst-Berge.

## Nazwa
Pierwsza wzmianka o miejscowości pochodzi z 1350 roku, kiedy to zapisano jej nazwę w formie Vorst. Nazwa była później notowana także w formach castrum et civitas Forst (1352), czu dem Forste (1354), den Forst (1377), Forst (1434). Nazwa łużycka pojawiła się w źródłach pisanych w XVIII wieku, po raz pierwszy w 1761 roku, kiedy odnotowano formę Barschcz.
Nazwa funkcjonowała początkowo jako nazwa terenowa, na co wskazują zapisy poprzedzone rodzajnikiem, a wywodzi się ona od średnio-wysoko-niemieckiego wyrazu pospolitego vorst, forst, oznaczającego pierwotnie ‘las iglasty’ lub ‘bór sosnowy’. Forma dolnołużycka Baršć powstała przez adaptację fonetyczną i upodobnienie do wyrazu pospolitego baršć, czyli ‘barszcz’. Człon dyferencyjny Lausitz odnosi się do położenia w Łużycach.
W języku polskim spotykane były formy Barszcz oraz Barść, nawiązujące do nazwy dolnołużyckiej.

## Historia
W XIII wieku istniały tutaj zamek i osada, która w 1265 roku otrzymała prawa miejskie. Odkąd miasto uzyskało przywilej wyrobu sukna w 1418 roku, rozwinął się tutaj przemysł tkacki. W 1589 roku miał miejsce pierwszy pożar kościoła św. Mikołaja (kościół płonął jeszcze kilkakrotnie w XVII i XVIII wieku). Od 1628 roku w mieście osiedlali się sukiennicy z Wielkopolski (z Leszna, Międzyrzecza i Wschowy) i Niderlandów. Byli oni protestantami.
Miasto poniosło ciężkie straty w wyniku wojny trzydziestoletniej. W 1626 roku było okupowane przez wojska Albrechta von Wallensteina, a w 1642 roku przez Szwedów, którzy splądrowali miasto, rabując m.in. organy z kościoła św. Mikołaja w celu ich przetopienia na amunicję. W 1635 roku na mocy pokoju praskiego stało się częścią Elektoratu Saksonii. W 1746 roku miasto nabył Heinrich von Brühl, minister saski i faworyt Augusta III. W nocy z 11 na 12 lipca 1748 roku miał miejsce wielki pożar miasta. Po kilku dniach informacja dotarła do Warszawy, po czym minister zdecydował o odbudowie miasta w stylu barokowym, powierzając to zadanie architektowi Johannowi Christophowi Knöffelowi. W 1749 roku przez miasto poprowadzono trakt pocztowy łączący Warszawę i Drezno. Minister spoczął w miejscowym kościele św. Mikołaja w 1763 roku. Po kongresie wiedeńskim w 1815 roku Forst weszło w skład Prus.

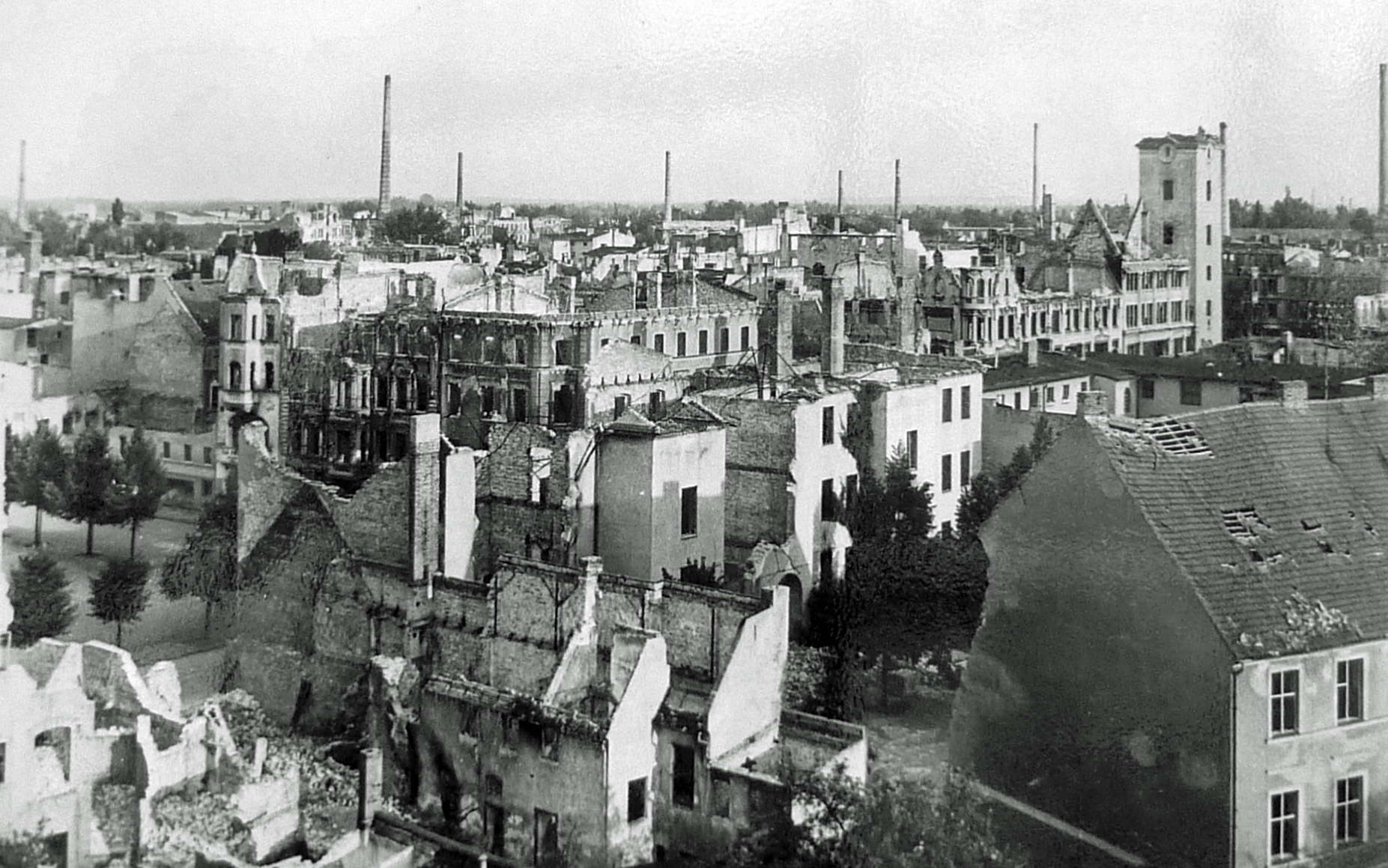
Ruiny miasta w 1945 roku

Od 1886 roku miasto należy do rejencji frankfurckiej w prowincji Brandenburgia. W 1897 roku ucierpiało w wyniku powodzi. Podczas II wojny światowej miasto zostało zniszczone w 80%. Z tego też powodu nie zachowało się tutaj zbyt wiele pamiątek z przeszłości. W 1945 roku miasto znalazło się w radzieckiej strefie okupacyjnej Niemiec, z której w 1949 roku utworzono Niemiecką Republikę Demokratyczną. Funkcjonowało tu polsko-niemieckie drogowe przejście graniczne Forst-Zasieki i przejście graniczne Forst-Olszyna oraz kolejowe przejście graniczne Forst-Zasieki, które zostały zlikwidowane 21 grudnia 2007 r. po przystąpieniu Polski do układu z Schengen.
W latach 2012–2013 przeprowadzono renowację sarkofagu Heinricha von Brühla oraz krypty kościelnej, po czym w 250. rocznicę pierwszego pochówku, 4 listopada 2013 roku, uroczyście ponownie złożono trumnę w krypcie.

## Zabytki
Z zabytków w Forst (Lausitz) pozostały:
- kościół św. Mikołaja, późnogotycki z XV wieku,
- budynek starostwa z końca XVII wieku,
- kościół Serca Jezusa, katolicki z XIX wieku,
- ruiny zamku z ogrodem różanym,
- fabryka tekstylna z 1897 roku (obecnie siedziba Brandenburskiego Muzeum Włókiennictwa w Forst)[12]
- wieża ciśnień.

## Transport

### Drogowy
Na południu miasta biegnie autostrada A15 relacji Lübbenau/Spreewald - Klein Bademeusel (łącząca się z polską autostradą A18), na terenie miasta Forst autostrada posiada dwa węzły drogowe: Forst oraz Bademeusel. Przez centrum miasta przebiega droga krajowa B112, biegnąca od węzła Forst z autostradą A15 do skrzyżowania z drogą krajową B1 w gminie Küstriner Vorland.

### Kolejowy
W 1872 roku przez miasto zbudowano linię kolejową z Chociebuża do Żagania. Wpłynęło to na rozwój miejscowego przemysłu.

## Gospodarka
W mieście rozwinął się przemysł włókienniczy, maszynowy oraz metalowy.

## Współpraca
Miejscowości partnerskie:
- Polska: Brody, Lubsko
- Nadrenia Północna-Westfalia: Wermelskirchen

## Galeria

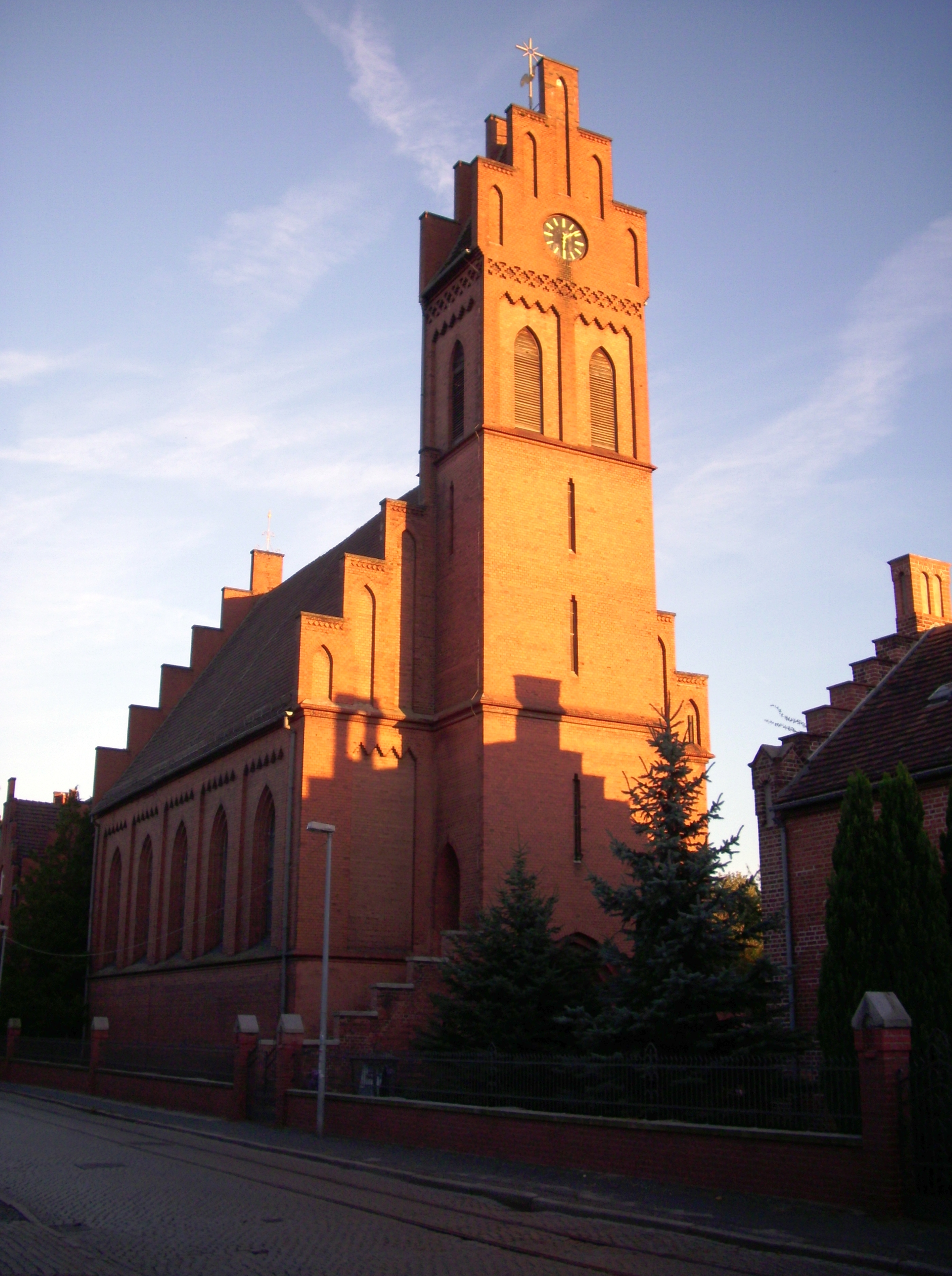
Kościół Serca Jezusa
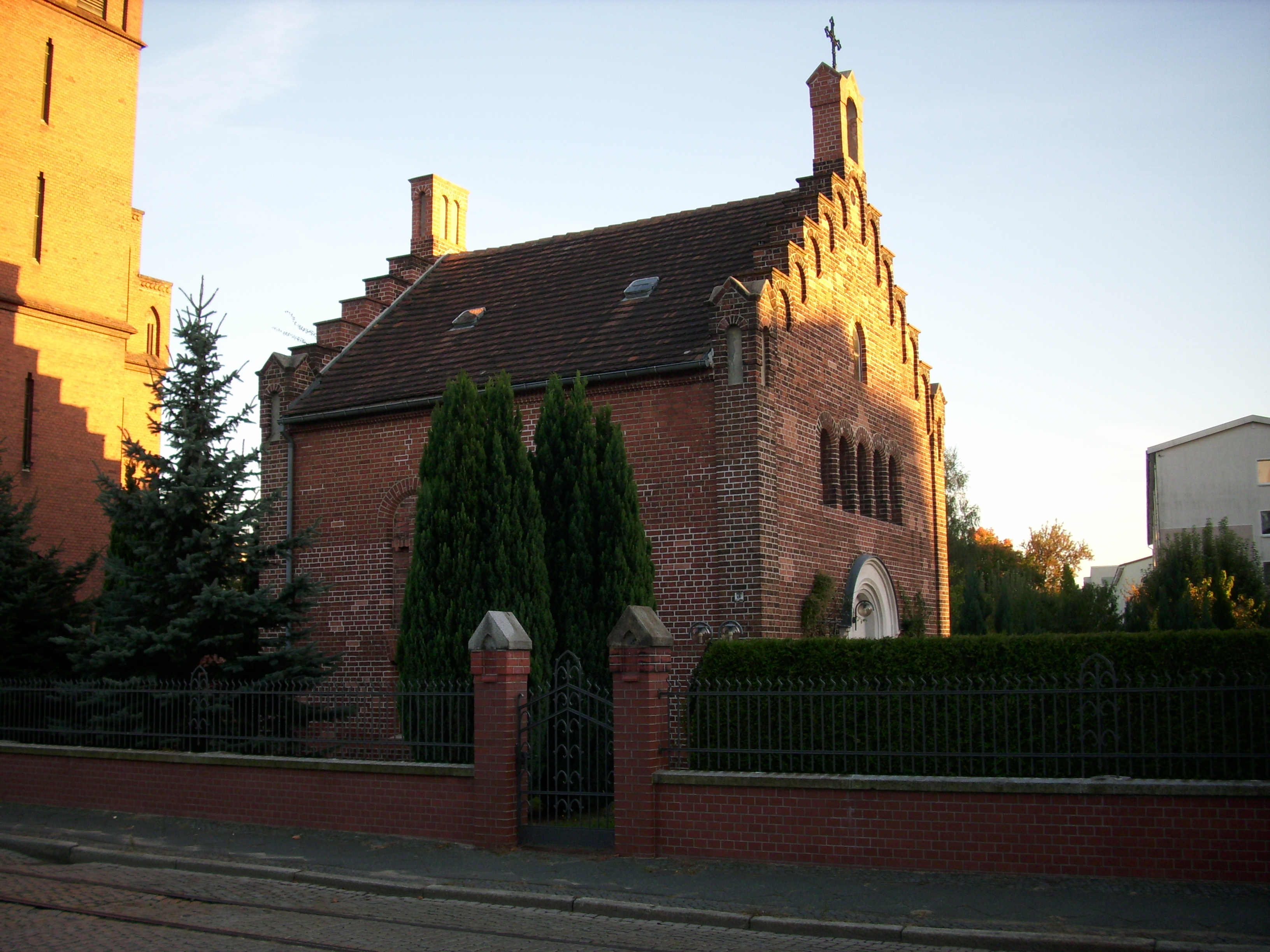
Kaplica katolicka
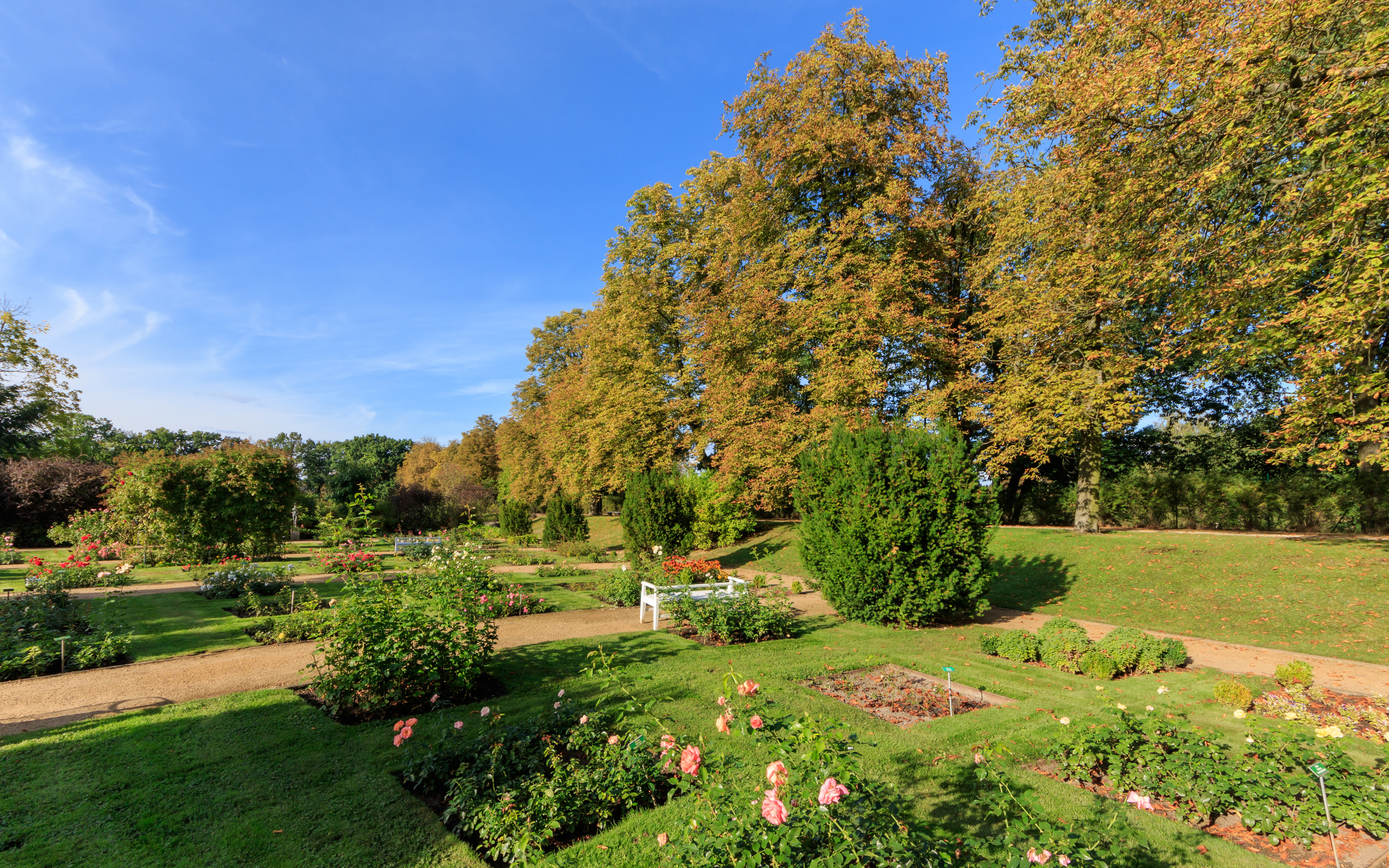
Ogród różany
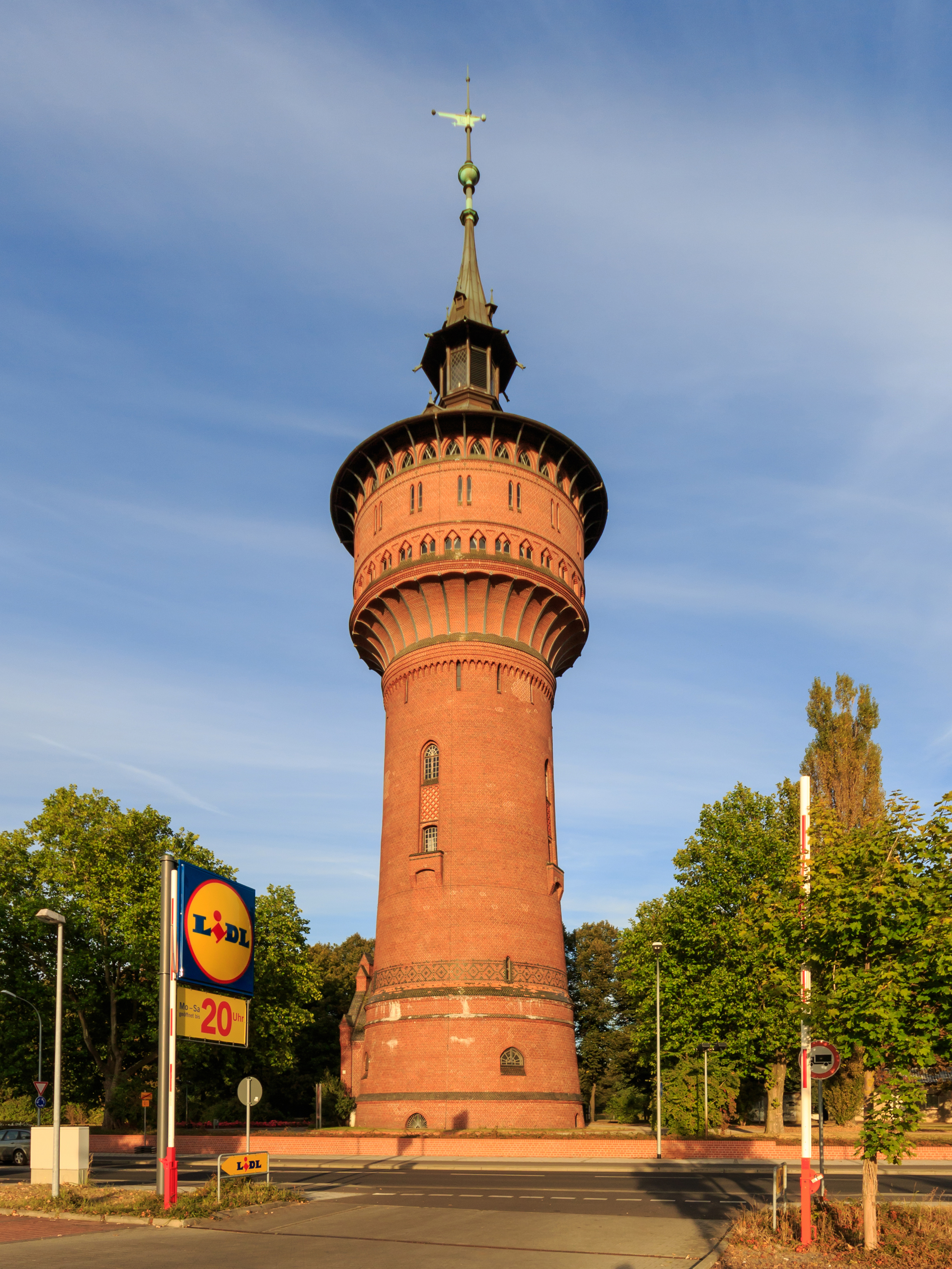
Wieża ciśnień
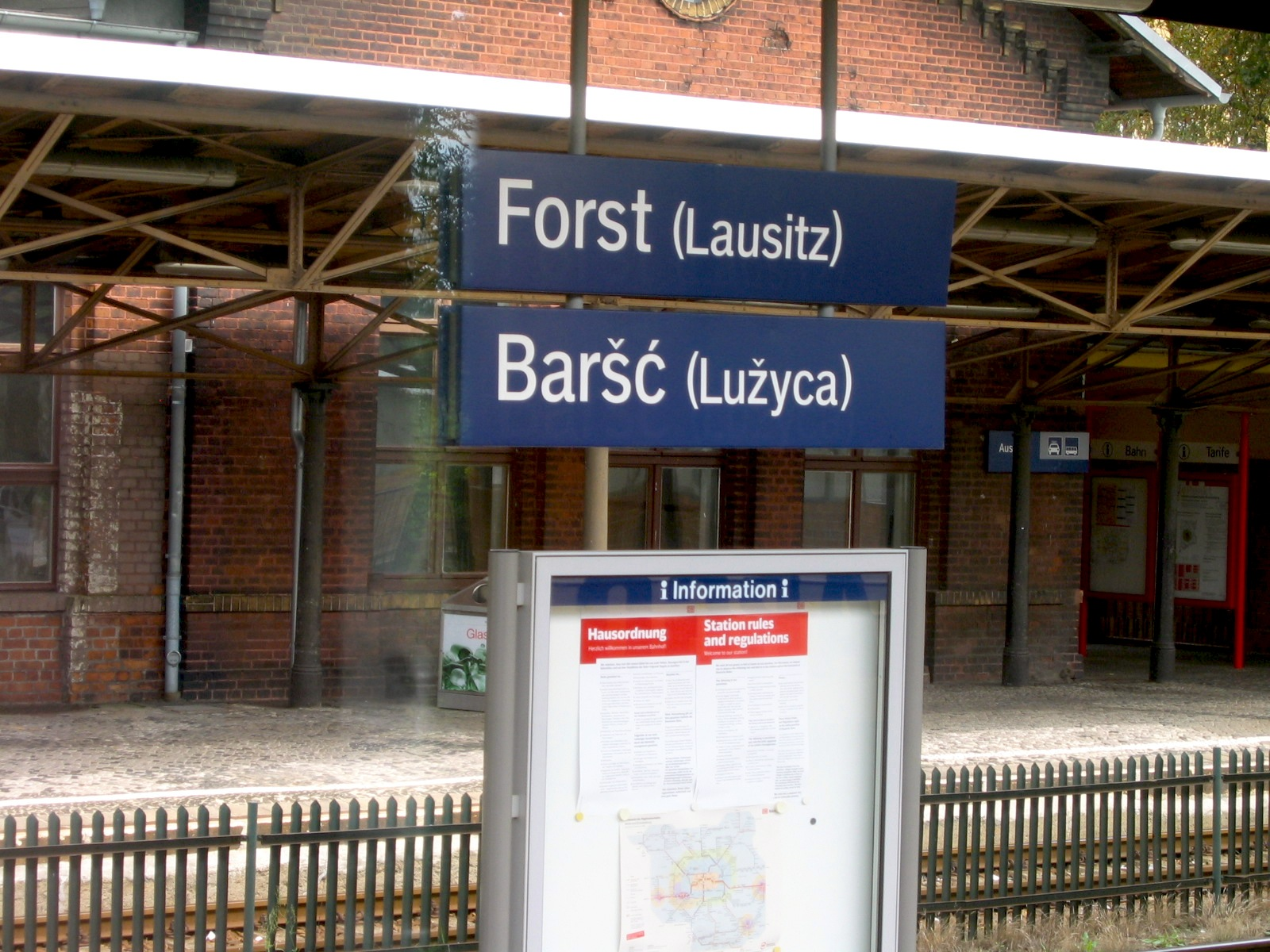
Dwujęzyczny niemiecki i dolnołużycki napis z nazwą stacji kolejowej Forst-Baršć
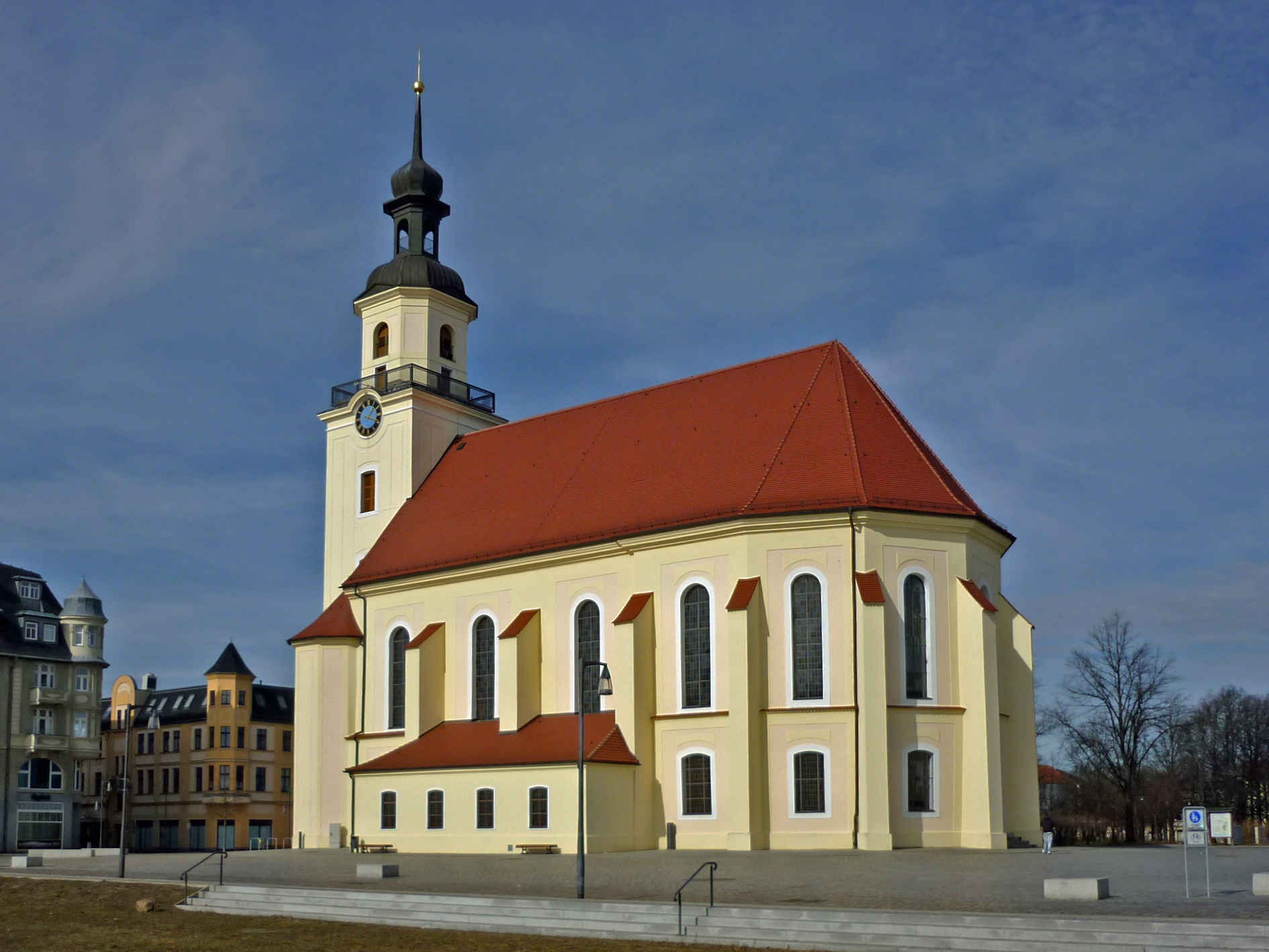
Kościół św. Mikołaja